# Ram Das Dixit
Ram Das Dixit ( 1942 - ) es un botánico, y pteridólogo indio.

## Algunas publicaciones

### Libros
- Ram Das Dixit, Jitinder N. Vohra. 1984. A dictionary of the Pteridophytes of India. Flora of India. 48 pp.
- 1988. Lycopodiaceae of India. Ed. Bishen Singh Mahendra Pal Singh. 124 pp. ISBN 8121100178
- 1992. Selaginellaceae of India. Ed. Bishen Singh Mahendra Pal Singh. 196 pp. ISBN 8121100666
- D. M. Verma, Nambiyath Puthnapurayil Balakrishnan, Ram Das Dixit. 1993. Flora of Madhya Pradesh, Volumen 1. Flora of India. Ed. Botanical Survey of India. 668 pp.
- 1994. A census of the Indian pteridophytes. Flora of India. 182 pp.
- 1997. Angiosperms (Primulaceae to Ceratophyllaceae). Flora of India. 681 pp.
- 2001. Pteridophytes of Andaman and Nicobar Islands. Ed. Bishen Singh Mahendra Pal Singh. 155 pp. ISBN 8121102227

- La abreviatura «R.D.Dixit» se emplea para indicar a Ram Das Dixit como autoridad en la descripción y clasificación científica de los vegetales.[1]